# 瓦山滑蜥
瓦山滑蜥（学名：Scincella schmidti）为石龙子科滑蜥属的爬行动物。在中国大陆，分布于四川等地。该物种的模式产地在四川西部的瓦山。

## 保护
本种于2023年被收录入《有重要生态、科学、社会价值的陆生野生动物名录》。